# Nele Schulze
Nele Schulze (* 20. Februar 2004 in Eckernförde) ist eine deutsche Schwimmerin, die überwiegend in den Disziplinen Freistil, Brust und Lagen auf der Kurz- und Mittelstrecke im Becken startet.

## Sportliche Karriere
Die ersten Schwimmversuche machte Schulze mit sechs Jahren in Haderslev (Dänemark). Im Alter von elf Jahren erzielte Schulze ihren ersten großen Erfolg und gewann den Junioren-Titel In der Landesmeisterschaft über 200 m Lagen. Bis zu ihrem 16. Lebensjahr stand sie einige Male bei Jugendmeisterschaften in Dänemark auf dem Treppchen.
Seit März 2022 trainiert Schulze bei Lasse Frank in der SG Neukölln Berlin. Bei den Malmsten Swim Open Stockholm 2024 belegte sie über 200 m Freistil die ersten Plätze. Bei den Olympischen Spielen 2024 in Paris schwamm die deutsche 4-mal-200-Meter-Freistilstaffel mit Isabel Gose, Nicole Maier, Julia Mrozinski und Nele Schulze die zehntbeste Vorlaufzeit.